# Bracon nomas
Bracon nomas är en stekelart som beskrevs av Vladimir Ivanovich Tobias 1961. Bracon nomas ingår i släktet Bracon och familjen bracksteklar. Inga underarter finns listade.